# Фундаментальне поглинання
Фундаментальне поглинання (англ. fundamental absorption, рос. фундаментальное поглощение) — у фотокаталізі — поглинання світла в напівпровідниках та ізоляторах, що відповідає оптичному переходові електронів з валентної зони в зону провідності, який супроводжується появою вільних пар електрон-дірка та/або появою смуги екситонного поглинання. 